# 加菲爾德 (印第安納州)
加菲爾德（英語：Garfield）是位於美國印地安納州蒙哥馬利縣的一個非建制地區。該地的面積和人口皆未知。